# Meetro
Meetro – wieloprotokołowy komunikator internetowy oferujący usługi oparte na lokalizacji (ang. LBS - location-based services), jednocześnie będąc kompatybilnym z innymi popularnymi komunikatorami, takimi jak AOL Instant Messenger, Yahoo! Messenger, MSN Messenger, ICQ, a w przyszłości nawet z Gadu-Gadu. 
Meetro został stworzony w firmie Meetroduction, znajdującej się w Palo Alto w Kalifornii.